# 511 (số)
511 (năm trăm mười một) là một số tự nhiên ngay sau 510 và ngay trước 512.

## Trong toán học
- 511 là số Mersenne (511 = 29 - 1), nhưng do 9 là hợp số nên 511 không phải là số nguyên tố.